# Posta, Maramureș

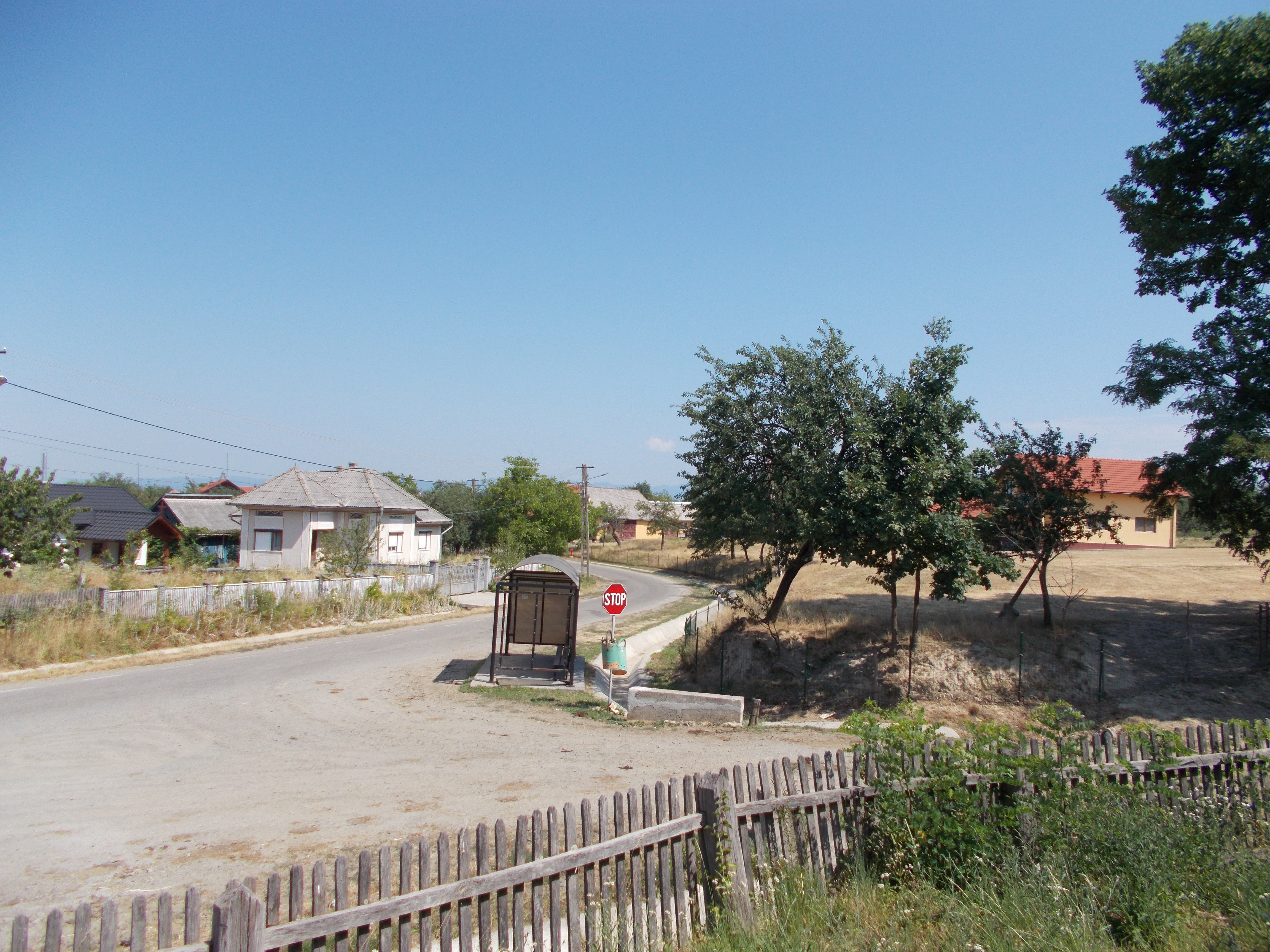
Posta, Maramureș

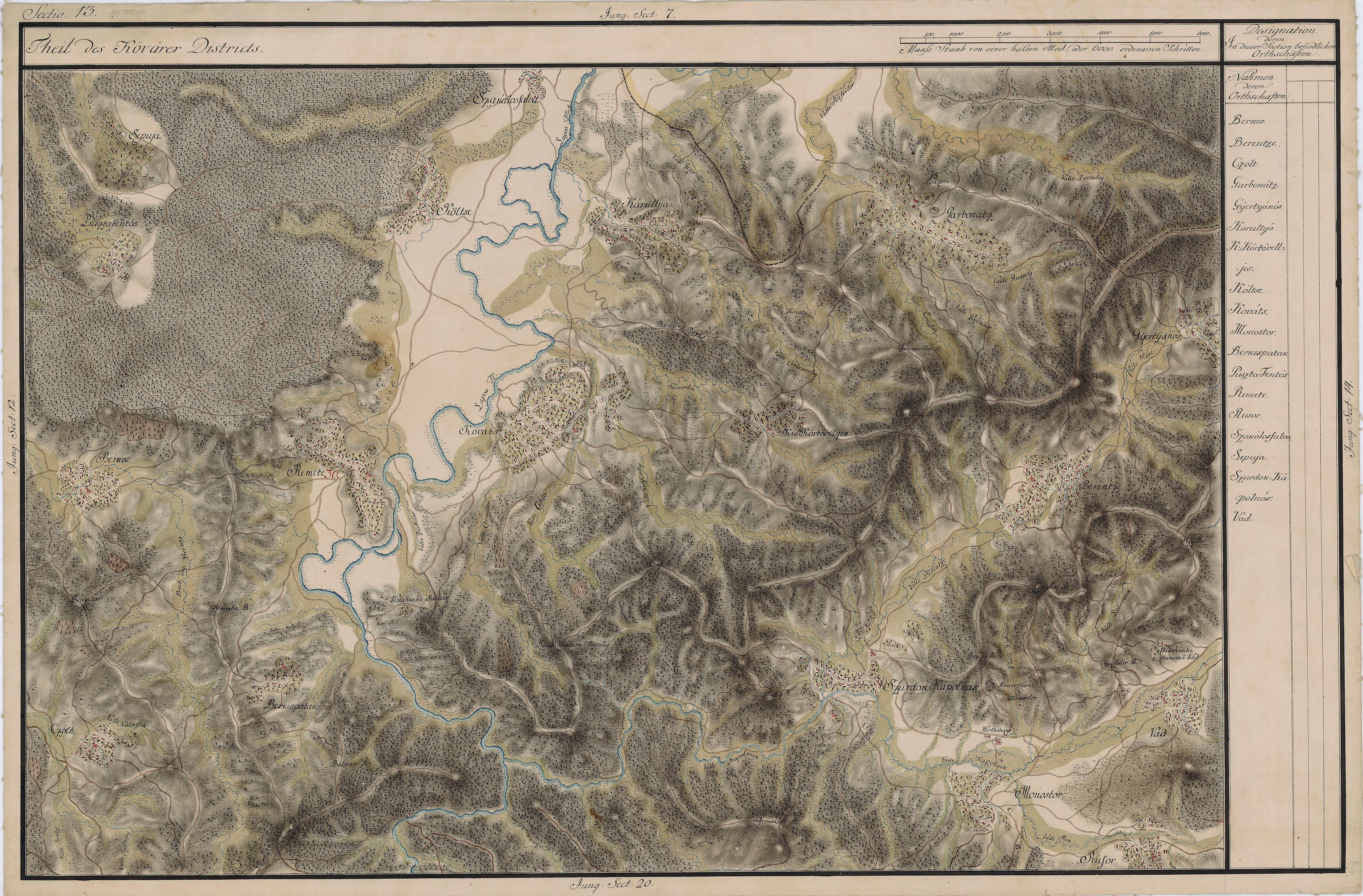
Poșta pe Harta Iosephină a Transylvaniei

Posta este un sat în comuna Remetea Chioarului din județul Maramureș, Transilvania, România.

## Istoric
Numele vechi a localității este Pusta Finteuș.
Prima atestare documentară: 1555 (Puszta Fentös). 

## Etimologie
Etimologia numelui localității: din top. Pusta (< subst. pustă „stepă” < magh. puszta „pustiu, deșert”) > Posta (trecerea lui -u- la -o- putea să fie accidentală). 

## Demografie
La recensământul din 2011, populația era de 370 locuitori. 

## Personalități locale
- Ioan Tibil (1883-1954), participant la Marea Unire, deputat în Parlamentul României.

## Monument istoric
- Biserica de lemn „Sfântul Ilie” (1675);
- Biserica de lemn „Sfinții Arhangheli” (1820).

## Imagini

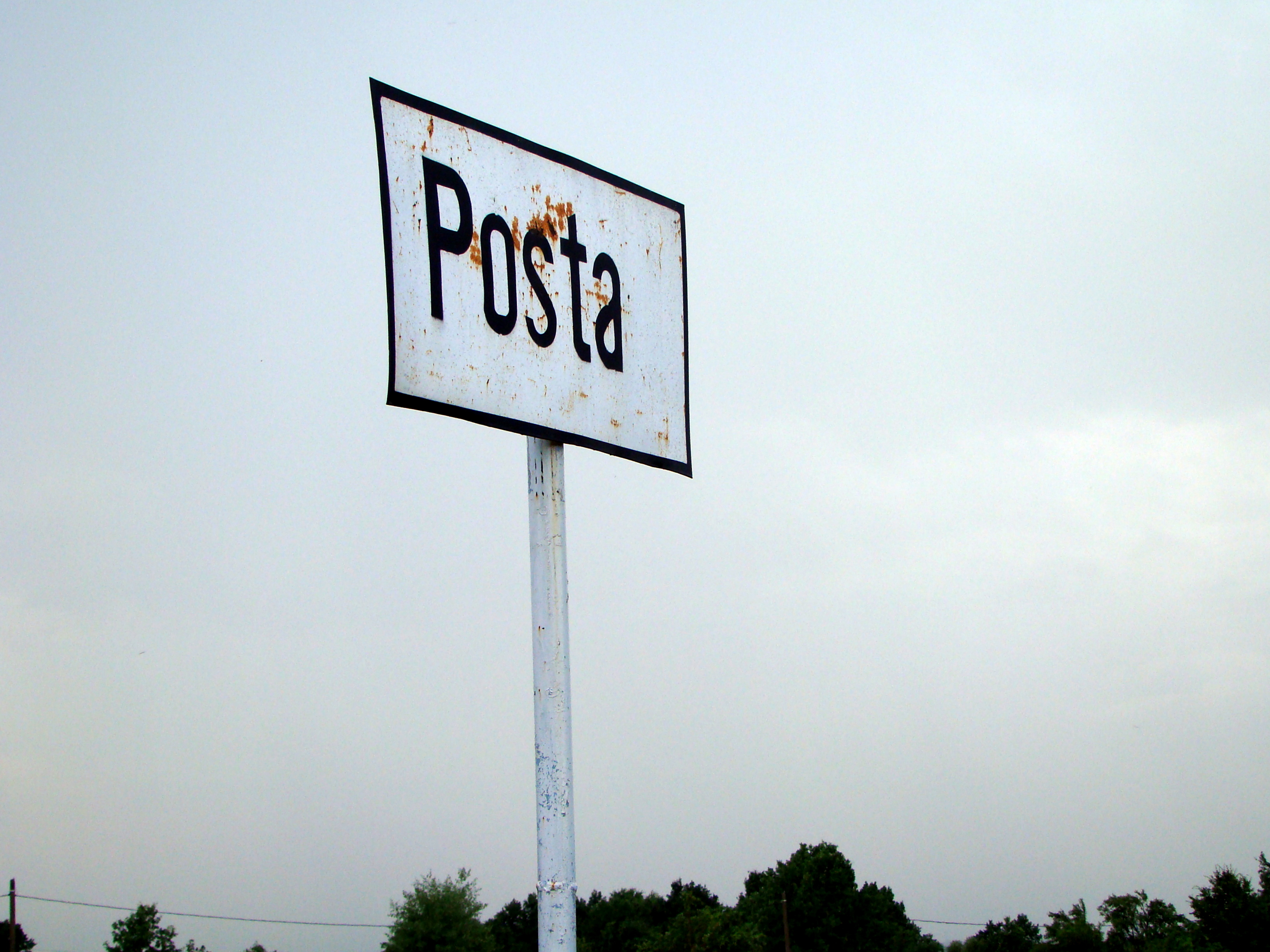
Intrarea în localitate
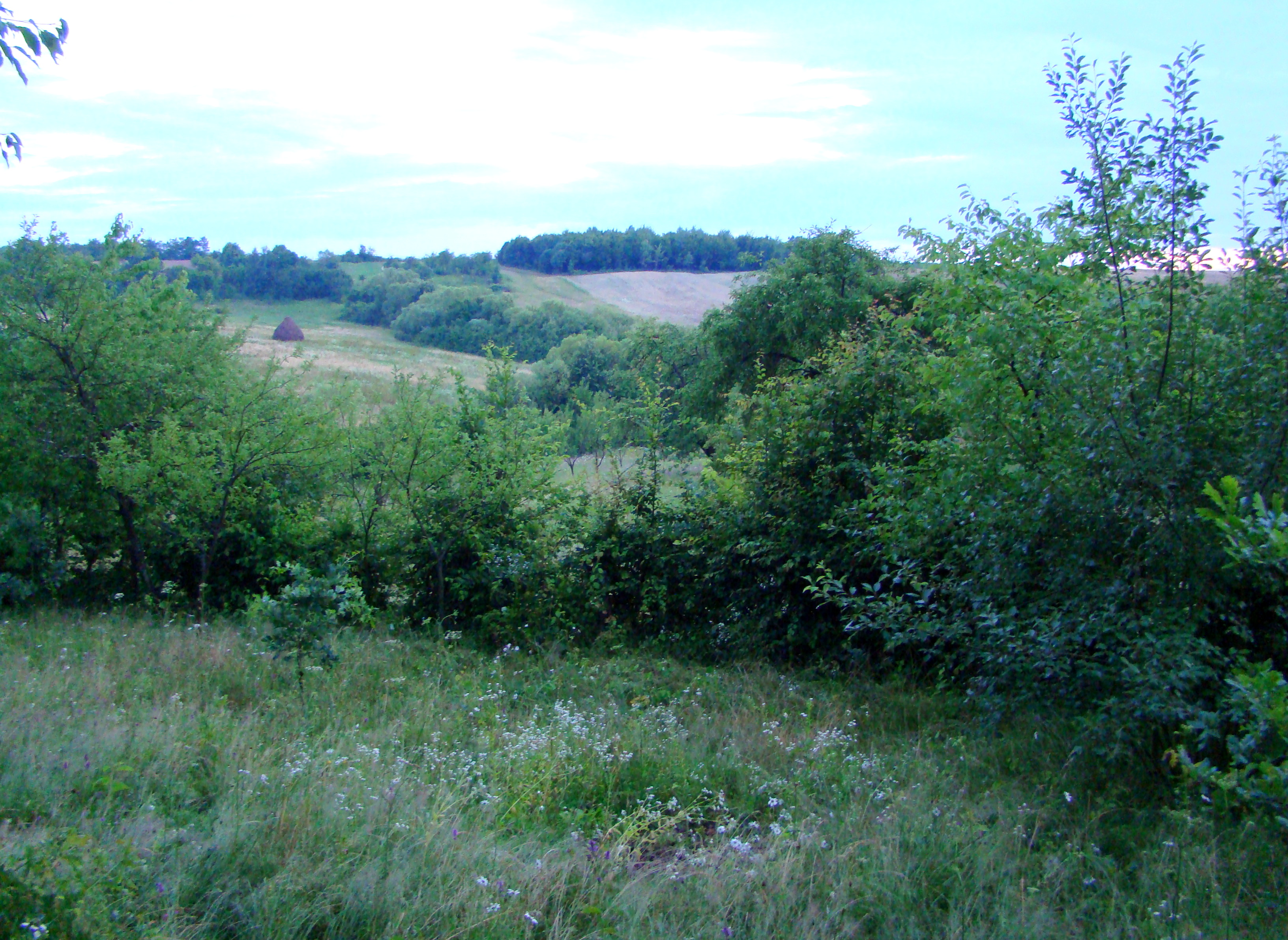
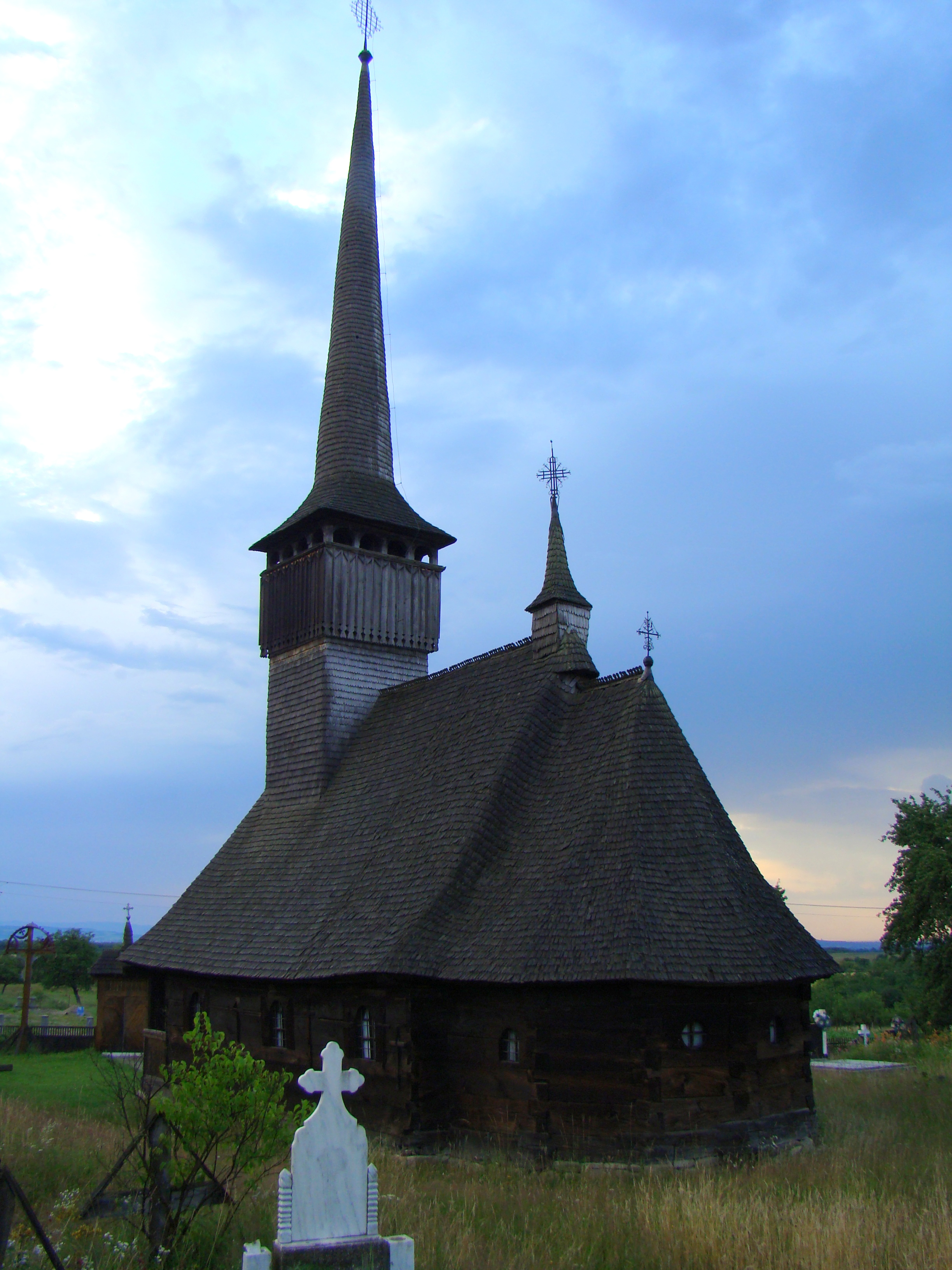
Biserica de lemn Sfântul Prooroc Ilie Tesviteanul (monument istoric)
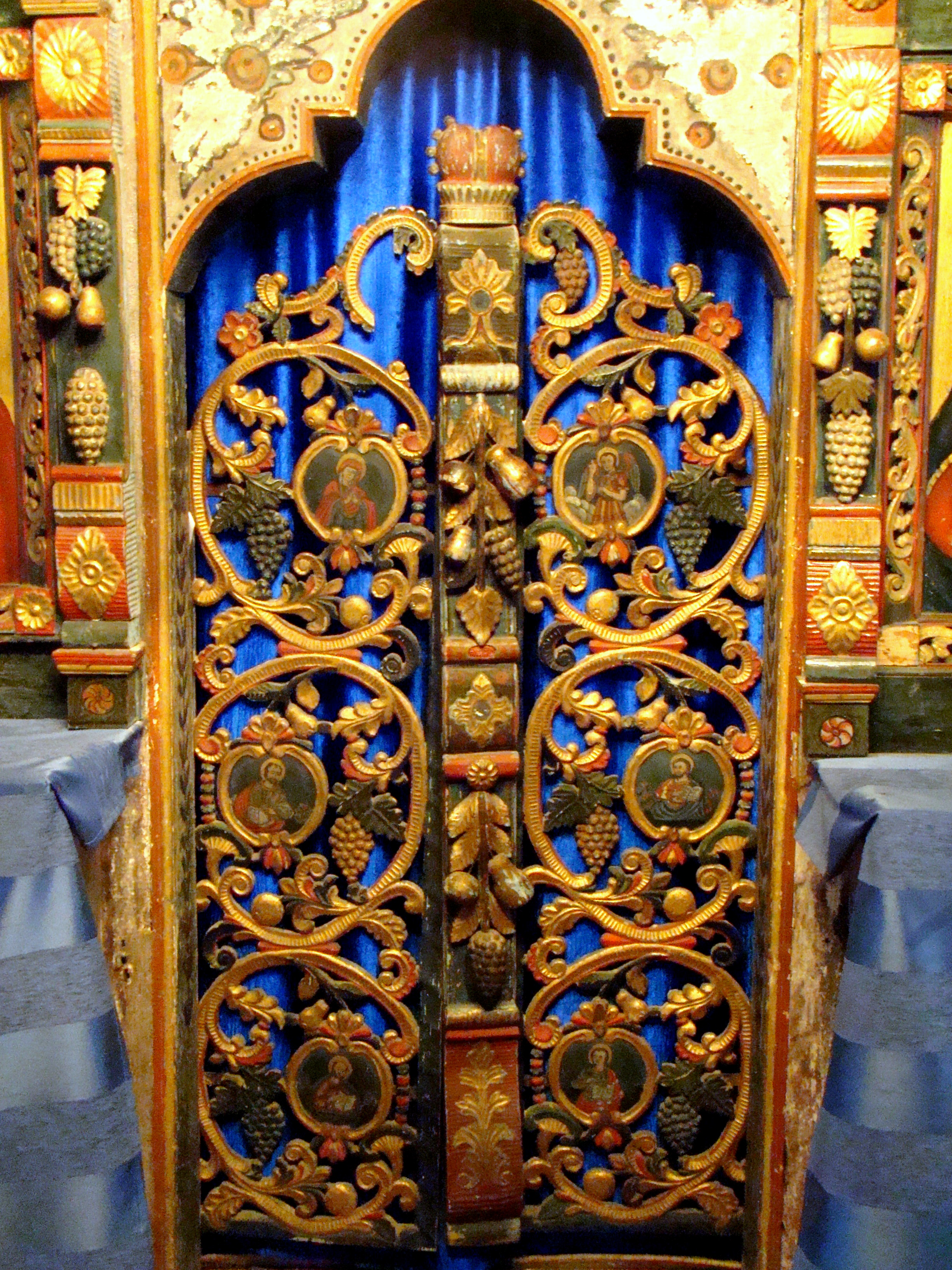
Ușile împărătești
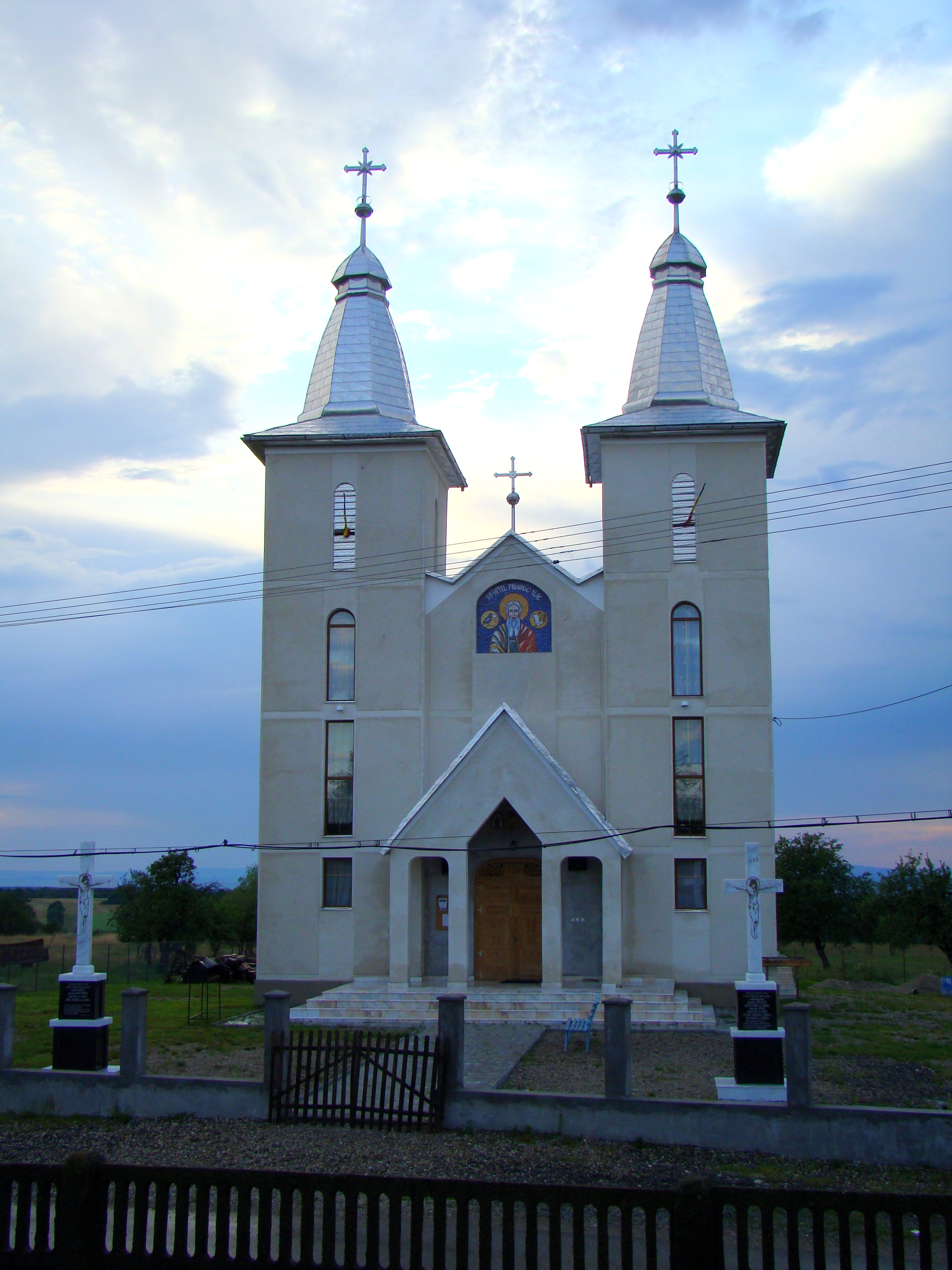
Biserica nouă cu hramurile „Sfântul Prooroc Ilie Tesviteanul”, „Sfântul Ierarh Nectarie", „Acoperamântul Maicii Domnului"
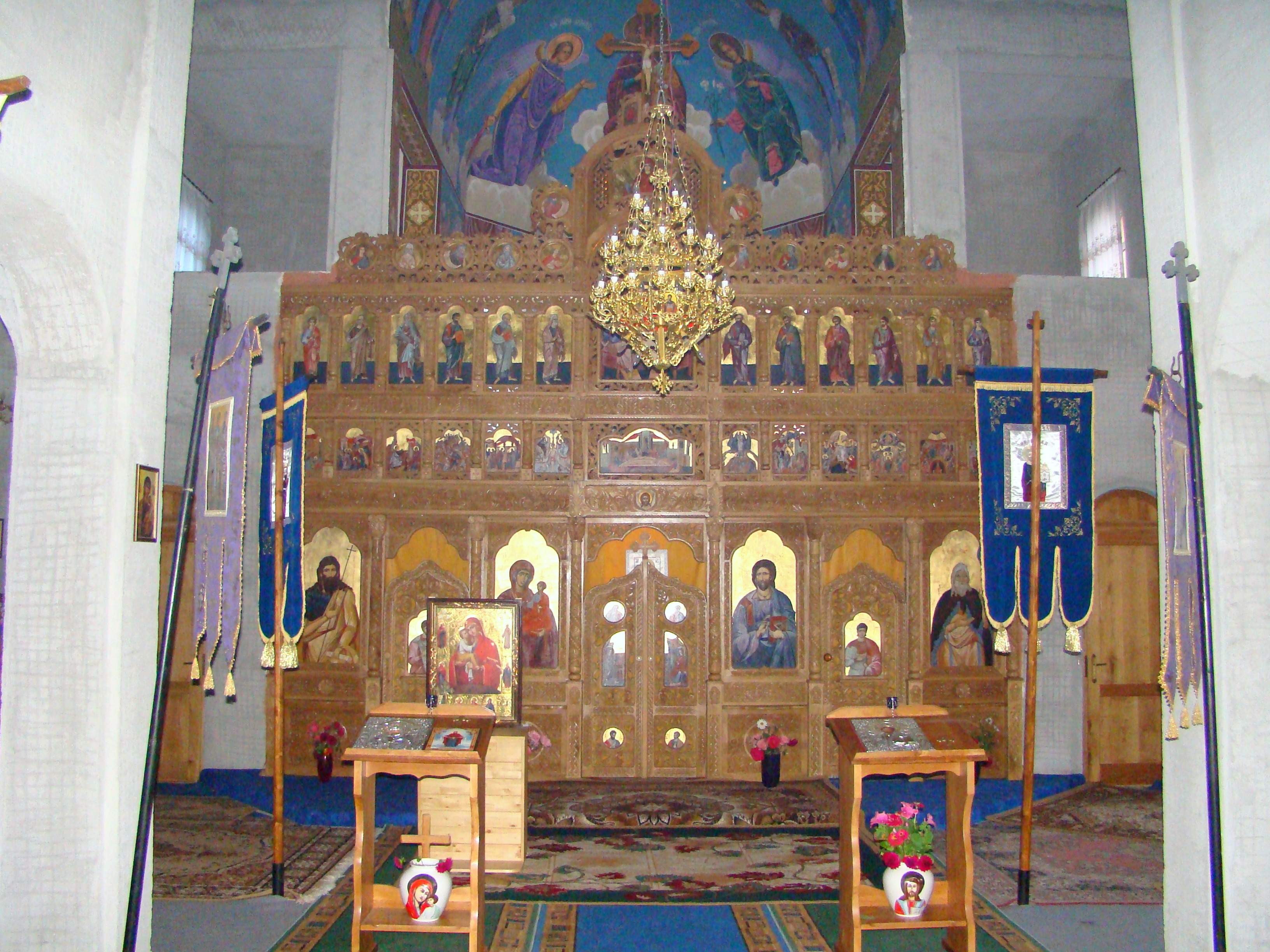
Interior
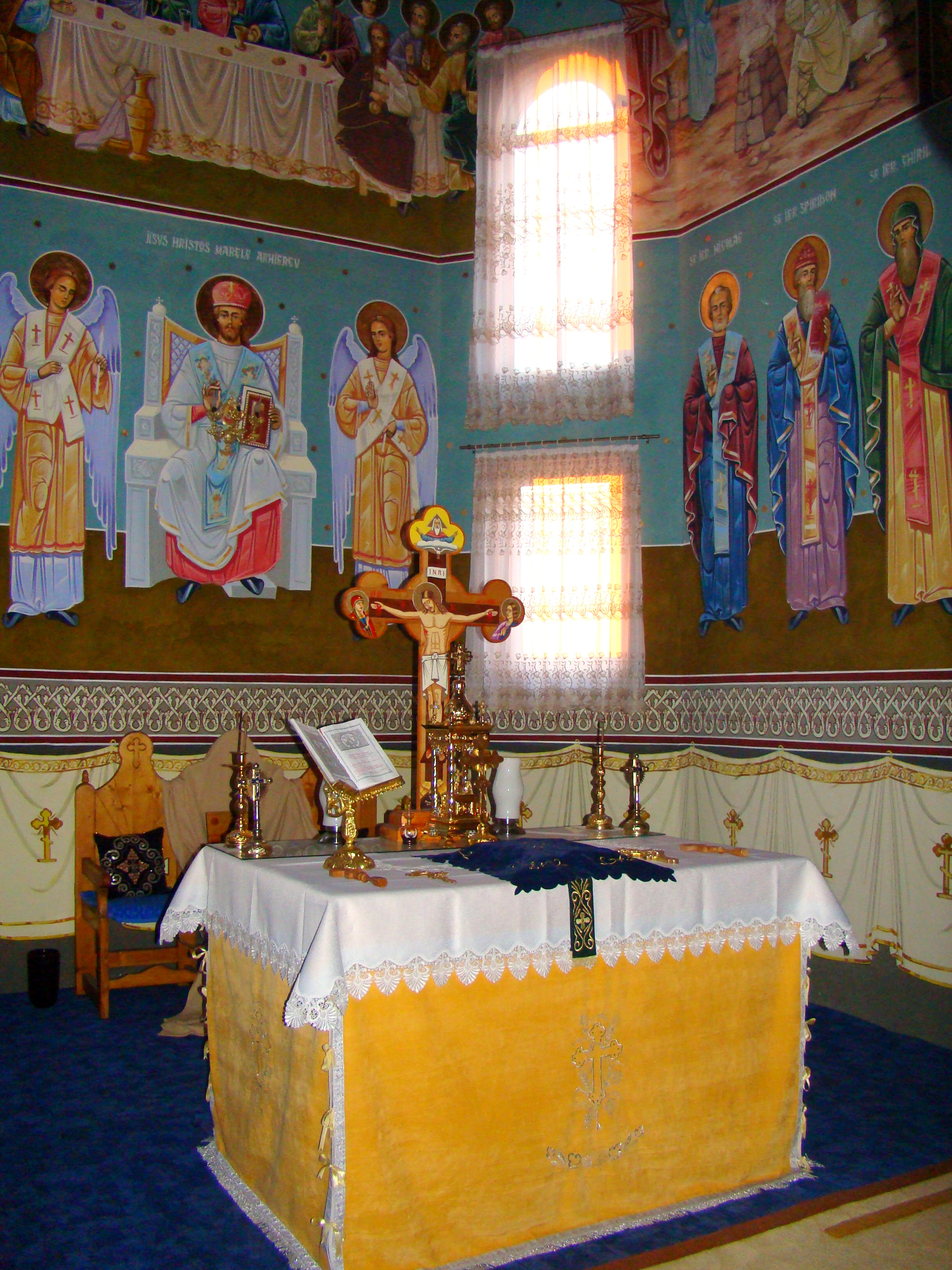
În altar
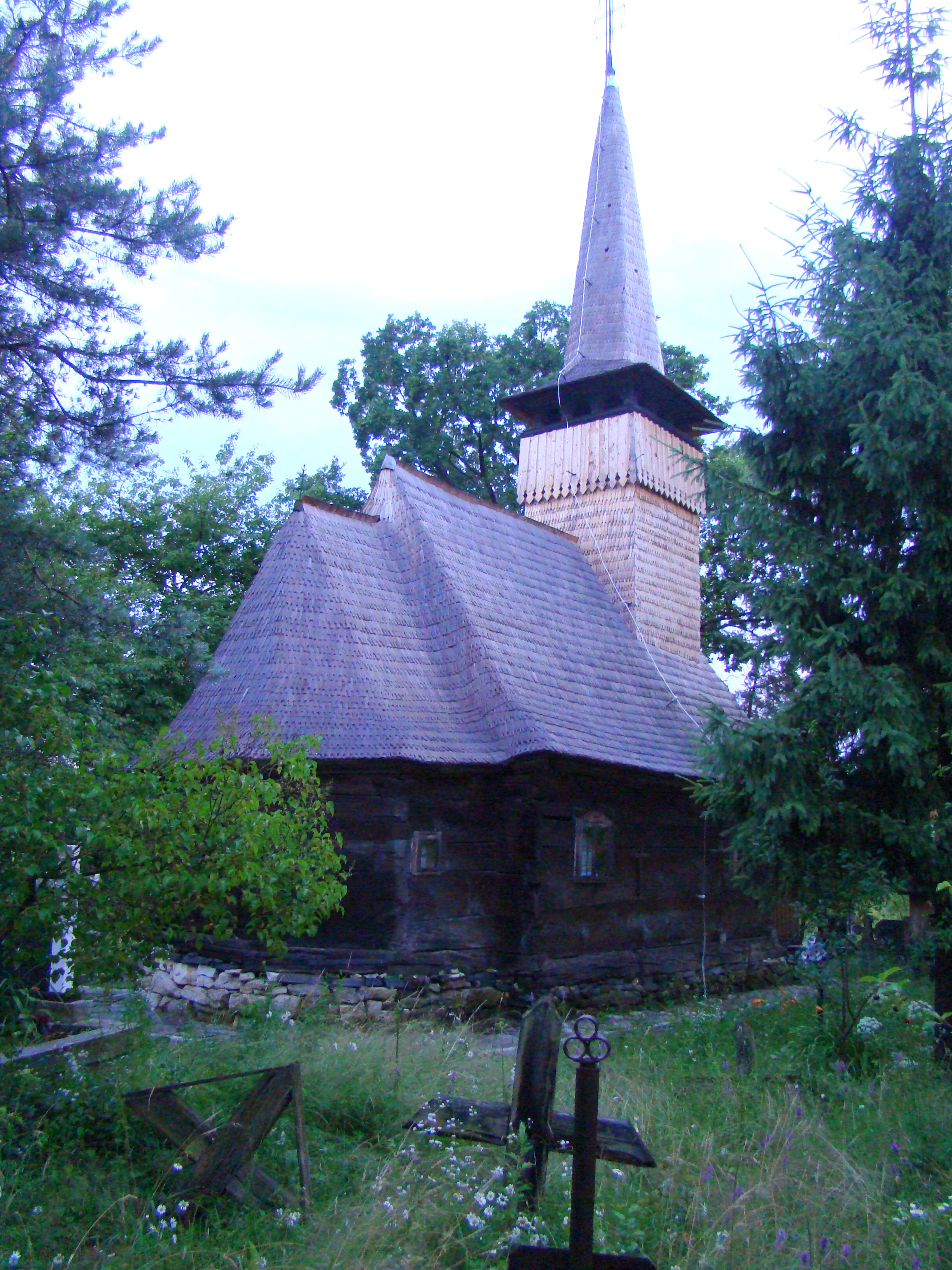
Biserica de lemn din Posta-Săpâia (monument istoric)

 Acest articol despre o localitate din județul Maramureș este deocamdată un ciot. Puteți ajuta Wikipedia prin completarea lui.